# Caloptilia pneumatica
Caloptilia pneumatica là một loài bướm đêm thuộc họ Gracillariidae. Nó được tìm thấy ở Brasil.